# COGOG

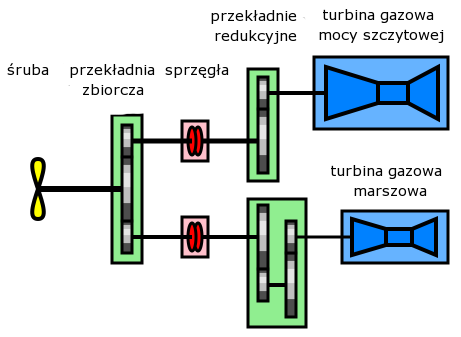
Siłownia okrętowa w układzie COGOG

COGOG (ang. Combined Gas Turbine or Gas Turbine) – rodzaj siłowni na okręcie, składającej się z jednej lub więcej par turbin gazowych o dużej różnicy mocy, w których jedna z turbin pracuje tylko podczas mniejszych prędkości (ekonomicznych), a druga tylko przy większych prędkościach.
System stosowany jest w układzie jednej pary turbin na każdą ze śrub napędowych. Służy oszczędności paliwa. Używany jest głównie na współczesnych okrętach średniej i dużej wielkości, np. fregatach rakietowych i niszczycielach rakietowych.